# Martha Schneider-Bürger
 (janvier 2024).
Si vous disposez d'ouvrages ou d'articles de référence ou si vous connaissez des sites web de qualité traitant du thème abordé ici, merci de compléter l'article en donnant les références utiles à sa vérifiabilité et en les liant à la section « Notes et références ».
Pour les articles homonymes, voir Schneider et Bürger.

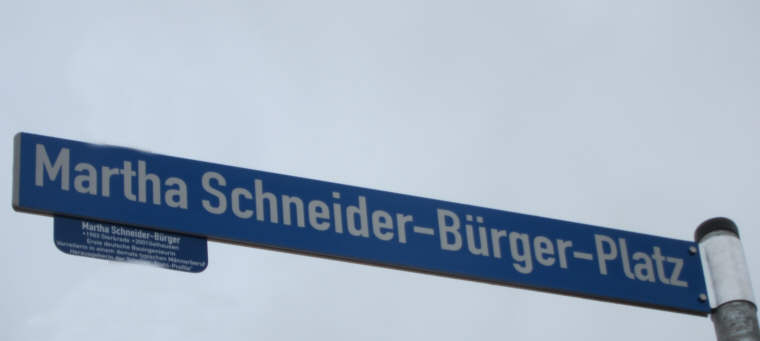
Martha Schneider- Bürger-Platz à Oberhausen-Sterkrade

Martha Schneider-Bürger, née le 21 octobre 1903 à Sterkrade et morte le 25 septembre 2001 à Gelnhausen, était une ingénieure allemande.

## Biographie

### Enfance et formation
Maria Schneider-Bürger obtient son diplôme d'études secondaires en 1923 et commence à étudier l'ingénierie des structures à l'Université technique de Karlsruhe. Après l'obtention de son diplôme, elle s'installe en 1925 à l'Université technique de Munich, où elle devient la première femme ingénieure civile allemande à terminer ses études en 1927.

### Carrière
Martha Schneider-Bürger commence sa carrière dans un bureau d'ingénierie à Düsseldorf avant de travailler pendant dix ans à la « Wirtschaftsvereinigung Stahl », le Centre de conseil pour l'utilisation de l'acier. Après la naissance de deux enfants, elle continue d'y exercer sa profession d'ingénieur en tant qu'indépendante. Elle passe les 24 dernières années de sa vie à Gelnhausen.
En 1930, Martha Schneider-bürger rejoint l'Association des ingénieurs allemands. Elle y siège à divers comités, dont le groupe de travail « Les femmes dans la profession d'ingénieur ». Elle soutient également bénévolement l'Institut allemand de normalisation dans les questions liées à la normalisation de la construction en acier.
Martha Schneider-Bürger s'est fait connaître du public professionnel principalement grâce à ses tables de profilés en acier. Son œuvre est parue dans 23 éditions, qu'elle a publiées. Après sa mort, son recueil de formules Construction compacte en acier est publié dans une 24e édition.